# Nullana scutella
Nullana scutella är en insektsart som beskrevs av Delong 1976. Nullana scutella ingår i släktet Nullana och familjen dvärgstritar. Inga underarter finns listade i Catalogue of Life.